# تپه ماربره ۳
تپه ماربره ۳ مربوط به سده‌های اولیه و میانه دوران‌های تاریخی پس از اسلام است و در شهرستان دره‌شهر، بخش مرکزی، دهستان ارمو، ۱/۷۵ کیلومتری شمال غرب روستای کل سفید واقع شده و این اثر در تاریخ ۳۰ بهمن ۱۳۸۶ با شمارهٔ ثبت ۲۱۰۲۴ به‌عنوان یکی از آثار ملی ایران به ثبت رسیده است.